# Attentatet mot Dolphinarium i Tel Aviv 2001
Attentatet mot Dolphinarium i Tel Aviv 2001 var ett terrordåd mot en nattklubb vid havet i Tel Aviv i Israel som inträffade den 1 juni 2001 klockan 23:30 IST. Attentatet dödade 21 personer och skadade 132. Gärningsmannen, Saed Soltan detonerade sin bomb i kön utanför nattklubben. Majoriteten av offren var israeliska tonårsflickor som nyligen emigrerat till Israel med sina familjer ifrån tidigare Sovjetunionen.